# Krzysztof Kudławiec
Krzysztof Kudławiec (* 19. September 1969 in Gorlice) ist ein polnischer Geistlicher und römisch-katholischer Bischof von Daule in Ecuador.

## Leben
Krzysztof Kudławiec besuchte die Schule in Gorlice. Anschließend studierte er Philosophie und Katholische Theologie an der Päpstlichen Akademie für Theologie Krakau. Am 25. Mai 1995 empfing Kudławiec in der Kathedrale des Heiligsten Herzens Jesu in Rzeszów durch den Bischof von Rzeszów, Kazimierz Górny, das Sakrament der Priesterweihe.
Kudławiec war zunächst als Pfarrvikar in Nockowa (1995–1998) und in Rzeszów (1998–2000) tätig. Von 2001 bis 2002 absolvierte er in Warschau einen Kurs im Fach Missionswissenschaft. 2002 wurde Krzysztof Kudławiec als Fidei-Donum-Priester nach Ecuador entsandt. Dort wirkte er im Erzbistum Portoviejo als Pfarrer in Pedro Pablo Gómez (2002–2008) und in Chone (2009–2018). Zudem war er von 2009 bis 2014 und ab 2017 erneut Diözesandirektor der Päpstlichen Missionswerke. Ab 2018 war Kudławiec als Pfarrer der Pfarrei San Francisco de Asís in Abdón Calderón und als Bischofsvikar für die Region Portoviejo tätig. Außerdem war er 2018 Verantwortlicher für die Organisation des IX. Nationalen Missionskongresses in Portoviejo.
Am 22. April 2022 ernannte ihn Papst Franziskus zum ersten Bischof von Daule, nachdem der ursprünglich ernannte Giovanni Battista Piccioli noch vor der Amtseinführung zurückgetreten war. Der Apostolische Nuntius in Ecuador, Erzbischof Andrés Carrascosa Coso, spendete ihm am 25. Juni desselben Jahres in der Kathedrale Señor de los Milagros in Daule die Bischofsweihe; Mitkonsekratoren waren der Erzbischof von Guayaquil, Luis Gerardo Cabrera Herrera OFM, und der Erzbischof von Portoviejo, Eduardo José Castillo Pino.